# Lotte Chemical
Lotte Chemical (koreanisch 롯데케미칼) ist ein südkoreanischer Chemiekonzern. Er entstand 2013, als KP Chemical und Honam Petrochemical, beide Töchter des japanisch-koreanischen Firmenkonglomerats Lotte, fusionierten.
Lotte Chemical gehört zu den führenden Unternehmen bei der Produktion von Terephthalsäure und Polyethylenterephthalat (PET) und besitzt Werke in Yeosu, Daesan und Ulsan. 2016 gingen die PET-Produkte in das neu gegründete Subunternehmen LOTTE ADVANCED MATERIALS über. Im Mai 2016 hatte LOTTE Chemicals die Chemieproduktsparte von Samsung SDI Chemicals, vorher Samsung Chemicals und Samsung Cheil Industries, aufgekauft. Damit wurde LOTTE Chemical zum Marktführer in PET-Produkten in Südkorea. Gleichzeitig erwarb das Unternehmen damit die Architekturprodukte, den Acrylstein STARON und Tempest sowie den Quarzstein Radianz.